# Збично (гмина)
Збично (пол. Zbiczno) — сельская гмина (волость) в Польше, входит как административная единица в Бродницкий повет, Куявско-Поморское воеводство. Население 4501 человек (на 2004 год).

## Сельские округа
1. Бжезинки
2. Цихе
3. Чисте-Блота
4. Гай-Гжменца
5. Липовец
6. Наймово
7. Покшидово
8. Сумово
9. Сумувко
10. Заставе
11. Збично
12. Жмиевко

## Прочие поселения
1. Бахотек
2. Гловин
3. Годзишка
4. Грабины
5. Гжменца
6. Калуга
7. Карась
8. Конь
9. Ладнувко
10. Лавы-Дрвенчне
11. Меливо
12. Роботно
13. Роботно-Фитово
14. Росохы
15. Рувница
16. Рытеблота
17. Сосно-Шляхецке
18. Став
19. Стшемющек
20. Шрамово
21. Тенговец
22. Томки
23. Высоке-Бродно
24. Заросле
25. Жмиево

## Соседние гмины
1. Гмина Бискупец
2. Гмина Боброво
3. Гмина Бродница
4. Бродница
5. Гмина Бжозе
6. Гмина Яблоново-Поморске
7. Гмина Кужентник